# Bde Maka Ska
Der Bde Maka Ska (Dakota für See der weißen Erde), bis 2018 noch Lake Calhoun, ist ein See in Minneapolis und Teil der Chain of Lakes. Er hat eine Fläche von 171 Hektar und eine maximale Wassertiefe von 25 Metern.
Die Region der heutigen Twin Cities Minneapolis/St. Paul wurde beim Kontakt mit den weißen Siedlern von den Dakota bewohnt. Sie nannten den See Bde Maka Ska, was „See der weißen Erde“ bedeutet, wobei der Name wohl von den Ioway stammte, die die Region bis ins 16./17. Jahrhundert besiedelten. Erste weiße Siedler nannten ihn „Medoza“ oder „Loon Lake“ (Seetaucher See auf Dakota bzw. englisch). Im Gedenken an die Verdienste von John C. Calhoun, der maßgeblich am Bau von Fort Snelling beteiligt war, wurde der See spätestens seit 1839 auf offiziellen Karten Lake Calhoun genannt.
Nachdem Calhoun ein wütender Verfechter der Sklaverei war, wurde die Namensgebung seit Mitte des 20. Jahrhunderts im Zuge der Bürgerrechtsbewegung kritisiert. Erst 2011 machte die zuständige Behörde der Stadtverwaltung Minneapolis Park and Recreation Board eine offizielle Untersuchung und kam zum Schluss, dass sie eine Umbenennung aus rechtlichen Gründen nicht vornehmen dürften. 2015 wurde die Frage auf die Ebene des Staates Minnesota gehoben und nach langwierigen Diskussionen benannte das Minnesota Department of Natural Resources im Januar 2018 den See in Bde Maka Ska um. Im Juni 2018 folgte das Geographic Names Information System der Bundesregierung und im Mai 2020 wies das Supreme Court of Minnesota eine Klage gegen die Umbenennung ab.
Der Bde Maka Ska ist ein beliebtes Naherholungsgebiet mit drei öffentlichen Stränden. Er ist der größte See der Chain of Lakes und bietet für zahlreiche Freizeitaktivitäten – wie Segeln, Windsurfen, Joggen, Fahrrad fahren, Schwimmen oder Fischen – sehr gute Bedingungen. Die Seenkette ist aufgrund ihrer Lage in Minneapolis viel besucht.